# Сан-Виторес, Диего Луис де
 Диего Луис де Сан-Виторес  (исп. Diego Luis de San Vitores; 12 ноября 1627, Бургос, Испания — 2 апреля 1672, Гуам) — блаженный Римско-Католической Церкви, миссионер, член монашеского ордена иезуитов, мученик. Диего Луис де Сан-Виторес проповедовал на Марианских островах и острове Гуам, где построил первый католический храм.

## Биография
Диего Луис 12 ноября 1627 года родился в испанской аристократической семье. Его родители хотели, чтобы он начал военную карьеру, но Диего Луис в 1640 году, когда ему было 13 лет, ушёл послушником к иезуитам. Через 11 лет, в 1651 году, Диего Луис принял рукоположение в священника, после чего отправился на миссионерскую деятельность в Манилу, Филиппины.
В 1662 году Диего Луис де Сан-Виторес во время своего путешествия на Филиппины вышел на берег острова Гуам, где остался на следующие три года. Диего Луис хотел основать на Гуаме католическую миссию. В 1665 году Диего Луис де Сан-Виторес отправился в Мексику, чтобы там искать спонсоров для создания миссии на Гуаме.

### Миссия на Гуаме
Получив в Мексике от испанского вице-короля денежные средства на миссию, Диего Луис в 1668 году прибыл на Гуам. Когда он высадился возле деревни Хагатна, его встретил Кепуха, который пожертвовал миссионеру землю для создания первой католической миссии на Гуаме. 2 февраля 1669 года Диего Луис де Сан-Виторес построил первую католическую церковь в Хагатне, назвав её в честь «Сладчайшего Имени Марии». После смерти в 1669 году Кепухи, принявшего крещение, отношения с местной аборигенской общиной значительно ухудшились. В 1671 году началась война между испанскими колонизаторами и народом Чаморро. Во время войны миссия, основанная Диего Луисом, подверглась нескольким нападения, но сильно не пострадала. На следующий год, в 1672 году, Диего Луис построил ещё несколько церквей на Гуаме.

### Мученичество
Во время своей миссионерской деятельности Диего Луис де Сан-Виторес столкнулся с противодействием местных языческих жрецов, которые всячески мешали ему в распространении католицизма на острове. В 1672 году на острове была эпидемия чумы, во время которой погибло много местных жителей. Жрецы стали использовать смерти людей, обвиняя католических миссионеров, что они используют отравленную воду во время своих богослужений. 2 апреля 1672 года Диего Луис де Сан-Виторес был схвачен разъярёнными аборигенами и убит вместе со своим филиппинским помощником Педро Калунгсодом.
Смерть Диего Луиса де Сан-Витореса вызвала обширные репрессии против народа чаморро со стороны испанских войск. Эти репрессии привели к дальнейшему вооружённому противостоянию народа чаморро с испанскими колонизаторами, которое длилось следующие 25 лет.

## Прославление
6 октября 1985 года Диего Луис де Сан-Виторес был беатифицирован вместе с Педро Калунгсодом Римским папой Иоанном Павлом II.
День памяти в Католической церкви — 6 октября.

## Источник
- Rogers, Robert F (1995). Destiny’s Landfall: A History of Guam: University of Hawai’i Press. ISBN 0-8248-1678-1
- Carter, Lee D; Carter, Rosa Roberto; Wuerch, William L (1997). Guam History: Perspectives Volume One: MARC. ISBN 1-878453-28-9
- Risco, Alberto (1970). The apostle of the Marianas: The life, labors, and martyrdom of Ven. Diego Luis de San Vitores, 1627—1672